# Juan Luis Soto Burillo
Juan Luis Soto Burillo, né le 21 décembre 1978, est un homme politique espagnol membre du Parti socialiste ouvrier espagnol (PSOE).
Il est élu député de la circonscription de Murcie lors des élections générales d'avril 2019.

## Biographie

### Vie privée
Il est marié.

### Carrière politique
Le 20 décembre 2015, il est élu sénateur pour Murcie au Sénat et réélu en 2016.